# Rebeldes: Ao vivo
Rebeldes - Ao vivo es el primer álbum en vivo del extinto grupo musical brasileño RebeldeS, el álbum fue lanzado oficialmente el 11 de abril de 2012 para todo el país. El álbum también viene con el lanzamiento del primer DVD de la banda con el mismo título.
"Nada Pode Nos Parar" fue lanzado como una música exclusiva y se presenta como una ventaja, y solo está presente en el álbum.

## Canciones
| #  | Título                             | Artista                                                     | Artista(s) extra(s)                                                     |
| -- | ---------------------------------- | ----------------------------------------------------------- | ----------------------------------------------------------------------- |
| 1  | "Intro" (solo DVD)                 |                                                             |                                                                         |
| 2  | "Rebelde Para Sempre"              | Chay Suede y Micael Borges                                  | Lua Blanco                                                              |
| 3  | "Do Jeito Que eu Sou"              | Lua Blanco                                                  | Chay Suede                                                              |
| 4  | "Tchau pra Você"                   | Chay Suede                                                  |                                                                         |
| 5  | "Ponto Fraco"                      | Sophia Abrahão y Micael Borges                              |                                                                         |
| 6  | "Quando Estou do Seu Lado"         | Mel Fronckowiak y Chay Suede                                |                                                                         |
| 7  | "Você é o Melhor Pra Mim"          | Lua Blanco y Arthur Aguiar                                  |                                                                         |
| 8  | "Depois da Chuva"                  | Arthur Aguiar                                               | Mel Fronckowiak, Chay Suede, Sophia Abrahão, Micael Borges y Lua Blanco |
| 9  | "O Amor Está em Jogo"              | Lua Blanco, Chay Suede y Micael Borges                      | Mel Fronckowiak                                                         |
| 10 | "Como um Rockstar"                 | Lua Blanco y Chay Suede                                     | Mel Fronckowiak                                                         |
| 11 | "Juntos até o Fim"                 | Mel Fronckowiak, Arthur Aguiar, Sophia Abrahão y Lua Blanco | Chay Suede y Micael Borges                                              |
| 12 | "Livre pra Viver"                  | Micael Borges                                               |                                                                         |
| 13 | "Um Dia de Cada Vez"               | Sophia Abrahão, Chay Suede, Arthur Aguiar y Mel Fronckowiak |                                                                         |
| 14 | "Outra Frequência"                 | Mel Fronckowiak y Sophia Abrahão                            | Lua Blanco                                                              |
| 15 | "Born This Way"                    | Sophia Abrahão                                              |                                                                         |
| 16 | "Last Nite"                        | Chay Suede                                                  |                                                                         |
| 17 | "Rap Rebeldes"                     | Micael Borges                                               |                                                                         |
| 18 | "Firework"                         | Lua Blanco                                                  |                                                                         |
| 19 | "Toda Forma de Amor"               | Arthur Aguiar                                               |                                                                         |
| 20 | "Loca"                             | Mel Fronckowiak                                             |                                                                         |
| 21 | "Rebelde Para Sempre (Remix)"      | RebeldeS                                                    |                                                                         |
| 22 | "Nada Pode Nos Parar" (solo en CD) | Lua Blanco y Chay Suede                                     | Mel Fronckowiak                                                         |